# Seattle Slew (Bolcom)
De suite voor orkest Seattle Slew is een compositie van William Bolcom. De suite is genaamd naar de inspiratiebron voor dit werk; het renpaard Seattle Slew, die met name in 1977 furore maakte. Het paard inspireerde Kent Stowell, baas van het plaatselijk ballet van Seattle, tot een opdracht voor een ballet. Het duurde uiteindelijk tot 1986 voordat het werk er kwam. Het werk is geen muzikaal portret van het renpaard, maar van Seattle Slew, eigenaresse van een horecagelegenheid aan een renbaan.
De muziek is nauwelijks onder de noemer klassieke muziek te vangen. Het voert meer naar de muziek die in de jaren 20 en 30 populair was in dergelijke bedrijven, dansmuziek. Bolcom is een fervent liefhebber van ragtime etc. en bijvoorbeeld cabaretliederen. Op een choreografie van Stowell en Lucinda Hughey vond de première op 5 maart 1986 plaats in het Seattle Opera House. Het ballet werd begeleid door leden van het Seattle Symphony.
Het werk bevat drie deeltjes:
1. Derby dressage
2. Preakness promenade
3. Belmont Bourée